# Весела Слобода
Весела́ Слобода (Дімовка, Ґімовка) — село Бишівської сільської громади Фастівського району Київської області. Населення становить 178 осіб. Розташоване над річкою Сивкою за 3,5 кілометра від села Грузького. Геральдика с. Весела Слобода затверджена рішенням сесії Гружчанської сільської ради від 30 серпня 2007 р.

## Географія
Через село протікає один з рукавів річки Сивки. На захід від села бере початок річка Очеретянка.

## Історія
- Жовтень 1850 — Весела Слобода виникла в результаті переселення на цю землю 39 родин із грузецької вулиці Слободи (всього 324 особи). Поселення Весела Слобода було засновано поміщицею Д. Ф. Фрейґанґ на підставі двох Указів Київського губернського правління від 31.12.1846 р. за № 18449 та від 30.06.1850 р. за № 13616[1].

Починаючи з 1860 року, хутір в історичних архівах має назву Ґімовка (Дімовка). За легендою, він виник в результаті переселення на цю землю молодого поміщицького сина Діми Бетулінського і частини жителів села Грузького, кожному з яких поміщики наділили землю. Назва поселення утворилася від імені панича.
На цих землях (800 десятин) Діма побудував цегляну економію. Панич, який за словами селян «тільки те й робив, що ходив по лісах з рушницею», хотів одружитися із простою сільською дівчиною, але батьки були проти цього шлюбу. Через це Діма покінчив життя самогубством.
Економію із садибою і 170 десятинами землі старий пан продав поміщику з Юрівки Ігнатію Шабловському. Решту — 630 десятин — було розпродано серед місцевих жителів. Хутір приєднали спочатку до Юрівського, а потім до Козичанського помістя. На той час перша назва хутора — Дімовка вже майже не використовувалася. Можливо, через те, що поселення не могло носити ім'я самогубці, оскільки позбавлення себе життя вважалося страшним гріхом.
- 10 червня 1892 — На хуторі була велика пожежа. Згоріли будинки та господарчі будівлі дев'яти селян.
- У 1900 році Весела Слобода налічувала 39 дворів, де проживали 638 осіб. Селянам належало 637 десятин землі, яка оброблялася за трипільною системою. У селі діяли школа грамоти, кузня, бакалійна лавка. Була навіть пожежна частина, яка мала дві бочки та два багри.
- До 1902 року у Веселій Слободі діяла однокласна тригрупна школа грамоти. Близько 20 дітей навчалося в сільській зборні, збудованій для проведення селянських зібрань. Навчали у школі Закону Божому, а також основам читання й письма. У 1902 році зборня згоріла, і село не мало школи аж до 1922 року. Письменний селянин Іван Ничипорович Яценко у ці роки навчав грамоти деяких дітей у себе вдома.
- 1905—1907 — Жителі Веселої Слободи брали участь у революційних заворушеннях, організаторами яких були Петро Степанович Дяченко, Павло Степанович Яценко та Григорій Ониськович Лукаш. Вони таємно проводили сходки селян, роздавали прокламації із закликами нищити поміщицькі маєтки, не виконувати відробітку на панських землях тощо. Згодом Петро Дяченко, рятуючись від царських жандармів, емігрував до США, а Павло Яценко був висланий на два роки у Архангельську губернію.
- Лютий 1917 — Селяни вигнали з Веселої Слободи пана Шабловського і почали поділ його земель.

Під час громадянської війни у Веселій Слободі побували загони Вільних Козаків та петлюрівців.
- 1920 — Утворено ревком. Головою ревкому був І. О. Петрик.
- 1921 — Реєстрація та ліквідація сільськогосподарської артілі «Заньковська».
- 1922 — З ініціативи селян у колишньому хлібному магазині відкрили початкову школу, першим учителем у якій став Павло Петрович Знаменський. Школа працювала при комнезамі.
- 1923 — Було створено сільську раду і комітет незаможних селян, у який увійшли Тимофій Андрійович Цируль, Тихон Іванович Цируль, Григорій Ониськович Лукаш.
- 1924 — Іван Кирилович Лозниця, Петро Романович Лозниця, Кіндрат Григорович Лукаш, Яків Васильович Ткаченко стали першими в селі комсомольцями.
- 1929 — До Веселої Слободи прибули три перші трактори, керували якими, як згадують мешканці села, дівчата.
- 1929—1930 — З'явилися сільськогосподарські артілі імені Шевченка та «Червоний хлібороб». Ініціаторами їх створення були Іван Степанович Цируль, Іван Оверкович Цируль, Андрій Гордійович Лозниця, Тимофій Андрійович Цируль. За опір колективізації фельдшер К. Т. Петрик був розстріляний, а робітник Г. Р. Лозниця засуджений до восьми років тюремного ув'язнення.
- 1931 — В селі була побудована школа з п'яти класних кімнат і житловий будинок для вчителів.
- 1932—1933 — Голодомор. У Веселій Слободі померли, за свідченнями старожилів, більшість мешканців. Вимирали цілі вулиці, одна з яких, Заставна, потім так і не відновилася.
- 1934 — Колгоспи імені Шевченка та «Червоний хлібороб» об'єдналися в один — імені Шевченка.
- 1936 — На базі початкової школи була відкрита семирічна.
- 1937—1938 — Було ув'язнено, як «ворогів народу», Кіндрата Лукаша та Лукаша Лозницю.
- 8 липня 1941 — У селі з'явилися німецько-нацистські війська. Під час окупації у В.Слободі діяв поліцейський відділок, що складався із трьох поліцаїв. Однак весело-слобідчани не хотіли коритися ворогу, брали активну участь у боротьбі з нацистами, поповнюючи загони партизанів.

Відступаючи, німці зруйнували всі колгоспні будівлі, клуб, приміщення кооперації, 10 хат колгоспників. Під час визволення села у листопаді 1943 року загинули 10 радянських воїнів, які поховані на місцевому цвинтарі.
- 1946—1947 — Під час голоду люди збирали та їли гнилу картоплю, їздили по зерно до Білорусі та західних областей України. На щастя, тоді ніхто не помер.
- 1948 — Відновила роботу школа. Її очолив Петро Григорович Марчук. Він разом з учнями посадив біля школи фруктовий сад.

З ініціативи П. Г. Марчука було також обладнано столярну майстерню та спортивний майданчик.
Разом із школярами Петро Григорович змайстрував клітки для кролів, і невдовзі при школі організували кролеферму, яка нараховувала понад 300 голів живності.
- 1953 — Село було повністю електрифіковане і радіофіковане.
- До 1954 — Були відбудовані всі колгоспні будівлі.
- 1955 — Колгосп імені Шевченка очолив генерал-залізничник, тридцятитисячник Борис Іванович Лоскутов. Це був вимогливий до себе і до людей керівник, вмілий організатор. За недовгий час його керівництва господарством значно поліпшилося життя людей.
- 1958 — з'явився перший телевізор.
- 1959 — Установлено пам'ятники В. І. Леніну та загиблим у Вітчизняній війні воїнам.

В «Історії міст і сіл Української РСР» про Веселу Слободу початку 1970-х було подано таку інформацію:

| Весела Слобода - село, центр сільської Ради, розташоване на правому березі невеличкої річки Сивки, за 30 км від районного центру. Населення - 376 чоловік. У селі - центральна садиба колгоспу ім. Шевченка. Господарство має 1156 га сільськогосподарських угідь, у т.ч. 818 га ріллі, спеціалізується на вирощуванні озимої пшениці, картоплі, льону-довгунця. Розвинуте тваринництво м'ясо-молочного напряму. У Веселій Слободі є початкова школа, клуб, бібліотека. В 1959 році у Веселій Слободі встановлено пам'ятник В. І. Леніну[2]. |
- 1970 — На святкування 25-ї річниці перемоги над німецько-нацистськими загарбниками у Веселу Слободу приїхала делегація з міста Волгограда. В селі відбувся урочистий мітинг, присвячений події, яка стала відомою на весь Радянський Союз. Піонери з Волгограда відшукали у В.Слободі могилу відомої розвідниці Любові Карцевої.
- 1970 — Колгосп імені Шевченка об'єднався із грузецьким «Прапором комунізму».

Усі установи було поступово перенесено до Грузького. Закрили дитячий садок.
- 1975 — Закрито школу.
- 24 травня 1976 — Постановою Верховної Ради УРСР Весела Слобода перейшла у безпосереднє підпорядкування Гружчанської сільської ради.
- 1985—1986 — Вирубали 17 гектарів садів, що належали колгоспу.
- Середина 90-х років XX століття — Населений пункт було повністю газифіковано.

Зараз там 108 дворів, працює бібліотека, клуб, фельдшерський пункт, магазин.
У 2009 році біля села було засноване екопоселення «Весела Слобідка».
Відповідно до Закону України від 09.04.2015 року № 317-УІІІ «Про засудження комуністичного та націонал-соціалістичного (нацистського) тоталітарних режимів в Україні та заборону пропаганди їхньої символіки» 20 листопада 2015 року Гружчанська сільська рада ухвалила рішення (№ 12-02- VII) перейменувати назви вулиць в селі Весела Слобода: «Леніна» на «Київська», «Щорса» на «Шулявська», «Комсомольська» на «Лесі Українки», «Кірова» на «Польова», пров. «Кірова» на «провулок Шевченка»..
5 лютого 2019 демонтовано пам'ятник В. І. Леніну.

## Відомі люди
У селі народився Марчук Анатолій Петрович — Заслужений художник України (2006), член Національної спілки художників України (1990).